# 风语世界
《风语世界》（The Whispered World）是传统风格的点击式冒险游戏，在Windows平台運行，由Marco Hüllen设计，Daedalic Entertainment开发，Deep Silver在欧洲发行。游戏剧情共分四幕，发生在幻想世界，主角是12岁小丑，通关需25小时。图像是2D手绘动画。至2010年9月，游戏在Metacritic和GameRankings的评分分别为70/100和71%。